# 広瀬登喜夫
広瀬 登喜夫（ひろせ ときお、1940年8月23日 - ）は、日本の元オートレース選手。愛知県出身。期前、元川口オートレース場所属。2003年1月27日の川口オートレース場第2レースをもって引退した。

## 略歴
- 1958年
  - 11月デビュー。18歳以上からレーサーになれた当時は、16歳の広瀬は年齢を偽ってデビューした。
- 1965年
  - 3月23日、SG第1回日本選手権オートレース（川口オートレース場）優勝。当時の競走車呼名は「ダートオー」。競走タイムは3.74（ダート）。
- 1966年
  - 10月25日、SG第3回日本選手権オートレース（飯塚オートレース場）優勝。競走車呼名は「トキオー」。競走タイムは4.12（ダート）。
- 1969年
  - 5月6日、SG第3回オールスターオートレース（川口オートレース場）優勝。競走車呼名は「ファンタム」。競走タイムは3.51。同年賞金王に輝く。
- 1970年
  - 10月、八百長の嫌疑をかけられ逮捕される。実質的にオートレース界を追放される事態に。
- 1975年
  - 10月、高裁で無罪が確定し、現役に復帰。
- 1977年
  - 3月1日、GI開設20周年記念レース（飯塚オートレース場）優勝。
  - 11月7日、GI第3回グランドチャンピオン決定戦（川口オートレース場）優勝。
  - 11月23日、GII第19回秋のスピード王決定戦（浜松オートレース場）優勝。
- 1978年
  - 3月28日、GI開設26周年記念グランプリレース（川口オートレース場）優勝。
- 1980年
  - 7月8日、GII第4回キューポラ杯争奪戦（川口オートレース場）優勝。
- 1988年
  - 3月3日、GI開設36周年記念グランプリレース（川口オートレース場）優勝。
- 1990年
  - 後期ランクで川口A1になる。翌年のSG第5回スーパースター王座決定戦に出場。
- 1992年
  - 7月20日秋田敬吾（5期、山陽オートレース場所属）、飯塚将光（9期、船橋オートレース場所属）に次いで通算1000勝達成。
- 1995年
  - 落車事故で重傷を負う。翌年、奇跡的に復帰。
- 1997年
  - 当時新人の森且行（25期、川口オートレース場所属）の指導員になる。
- 2003年
  - 1月27日、この日の第2レースをもって現役を引退。最終戦成績は1着。引退後、日刊スポーツのオートレース評論家兼解説員に就任。
- 2004年
  - 3月16日、SG第17回全日本選抜オートレース初日に走路上イベントに参加。
- 2006年
  - 4月30日、この日を最後に解説等の仕事から退く。

## 選手データ
- 戦歴
  - 通算優勝回数:59回
  - 通算勝利数:1272勝
  - 賞金王:1回（1969年）

※上記のうち、通算勝利数と優勝回数は1967年10月の舗装化以降の記録である。ダート時代に関しては詳細な記録が存在していない。仮にダート時代の成績を合算すると、2000勝・150vを軽く超えるとされる。

## グレードレース戦歴
- SG戦歴
  - SG優勝回数:3回
  - 日本選手権オートレース:2回（第1回・第3回、いずれもダート）
  - オールスターオートレース:1回（第4回）

## ダートの神様
オートレースを語る上で避けては通れない人物の筆頭と言える。
1956年11月にデビュー。それから10年、1967年までオートレース場のバンクは舗装されておらずダート走路だった。走路コンディションは現在の舗装路とは比べるまでも無く、また、防具等も現在に比べ遥かに劣悪で、落車が多く、選手の殉職も珍しくなかった。広瀬自身、「よく落車しては死んだ。私の師匠も亡くなったし、一週間に三人死んだこともある。レースの合間に火葬場に行ったりした。」と述懐している。その最も危険な時期にも、広瀬が負った怪我と言えばせいぜい鎖骨を骨折した程度で済んだ。
当時はオートレースも2回乗りが認められていた。当時の広瀬の強さは最早常軌を逸しているといってもよいレベルで、｢広瀬が一日2回勝つのは当たり前。1回でも2着があると場内は騒然となる。2回とも負けるともう『事件』だった｣という伝説が今なお語り継がれている。
そして、広瀬は1965年、地元川口オートレース場で開催されたオートレース初の全国争覇レース、第1回日本選手権で優勝した。その時の広瀬は断然の一番人気で、その当時のハンデは今日ではありえない340メートルである。なお、当時の川口バンクは800メートルである。この頃から既に｢オートの神様｣との異名がついていた。

## 黒い霧事件
1970年代、オートレース界に一時は存続の危機と言われる程の激震が走った。
プロ野球を発端とした「黒い霧事件」でオートレースにおける八百長が暴露され、大問題となった。具体的には、暴力団員とプロ野球選手が共謀、オートレースの当時の選手区分のひとつで、現在のS級に相当する『1級選手』に現金を渡し、オートレースでの八百長を仕組んでレース配当で儲けていた。
そして、オートレースでも19名の現役選手が逮捕された。その最中、舗装化以降も圧倒的な強さを誇っていた広瀬にも八百長の嫌疑がかかり、逮捕されてしまった。
逮捕された事で否応なく広瀬はオートレース界から追放された。しかし、広瀬は身の潔白を主張。故郷愛知県で喫茶店を営みながら裁判闘争に持ち込んだ。一審では罰金刑の有罪判決が下ったがこれを不服として控訴、二審で逆転の無罪判決が言い渡され、それが確定するまでに5年もの歳月を空費してしまった。
そして、1975年10月10日、苦難の末に無罪を勝ち取った広瀬はようやく現役復帰を果たした。
なぜこの様な冤罪が発生したかについては、現在でも真相について様々な説が飛び交っている。
最も信憑性の高い通説としては、逮捕された容疑者の一人が捜査の攪乱を目的として、有る事無い事をごちゃ混ぜに「ウタった（供述した）」際に広瀬の名前を出した為という説がある。そして、警察側もオートレース界きっての大物選手を検挙するという功を焦って、供述偏重の見込み捜査を行った、というものである。
もっとも、「黒い霧事件」の広瀬の一件のみならず、この様な八百長事件の犯人による虚偽供述は、過去の各種公営競技の八百長事件においては少なからず見られたものであり、これによって広瀬同様に逮捕されたり捜査対象となった選手（騎手）は、他の同様の事件においても存在している。
同時に犯人が八百長行為を勧誘したが断った選手を逆恨みし、逮捕された際に虚偽供述を行ったというケースも地方競馬や競輪などではあったと言われ、広瀬の逮捕に繋がる供述についてもこれに類するものとも考えられる。
また、これらの結果として、八百長事件とは無関係と判明しても、捜査を受けた事から周囲や公営競技ファンに疑惑の目で見られるなどして競技生活続行が困難となり、程なく引退せざるをえなくなった選手も多く存在している。
従って、裁判闘争による長期間のブランクを強いられながらも競技生活に復帰することが出来、しかも、その後も一線級として活躍し続けた広瀬はむしろ希有な例といえる。実際、ほぼ同じ時期に逮捕されてしまった大井オートレース場のエース戸田茂司は、復帰することは叶わなかった。
かくして広瀬は大きなブランクを抱えながらもオートレース界で再起を目指した。しかし、5年にも及ぶ不在の間に、オートレース界の勢力図は大きく書き換えられていた。
中でも飯塚将光（9期、船橋オートレース場所属）の圧倒的な強さは他を席巻し、また広瀬のホームである川口オートレース場でも阿部光雄（6期）、且元滋紀（9期）、篠崎実（9期）の天下となっており、広瀬の出番はなかなか巡っては来なかった。

## 復活
長らく雌伏の時を過ごした広瀬だったが、40代も半ばを迎えようとした頃から驚異的な復活を遂げた。当時のオートレース界は、長らく首座にあった競走車トライアンフが、英国のトライアンフ社倒産によって台数を減らし、変わってHKS社のニューフジ二気筒が徐々に台頭しだしてきていた。
フジに乗り換えた広瀬はかつての強さを取り戻していった。特に1991年の第5回スーパースター王座決定戦では堂々と川口地区A級第一位で出場を決めた。このとき既に50歳。当時のオートレース選手で50歳といえば、昔の名前で客を楽しませる大ベテランというイメージが強く、特別競走（現在のSG）の優勝戦などの大舞台に駒を進める選手はほとんどいなかった。
しかし、1995年、またもや広瀬に災難が襲いかかる。この年、広瀬は落車事故で生死を彷徨うほどの大怪我を負ってしまった。年齢的なこともあり、一時は「もう神様もここが限界か」とさえ言われたが、翌年、奇跡的に復帰を遂げた。

## 指導者として
1997年、SMAPからオートレーサーへの転向を表明し、オート界のみならずあらゆる方面において注目された森且行がデビュー。そして、広瀬が森の指導員になった。当初は且元滋紀が指導員となる予定だったが、選手間で「森争奪戦」が発生することを危惧した選手会から広瀬に依頼された。
養成所で落車し負傷した影響で森のデビューは他の同期選手より3ヶ月遅れていた。そのため、デビュー直前に広瀬は地元の同門の選手を集めて森への｢特訓｣を試みた。この模様はNHKでも放映されるなどしたが、その時点で同期の若井友和（川口オートレース場所属）との走りに大きな差がみられることに広瀬は立腹していた。
そして、広瀬は森に対して猛特訓を続けた。この時、森はコーナーですぐにグリップを離すクセがあり、そのため直線部に入ってスピードが乗らないことを発見した。これは、スピードレースが主流になりつつあった当時では致命的なミスである。この特訓では森のクセは治りきらず、不安を抱えたまま7月6日のデビュー戦を迎えることとなった。
しかし、森は本番で見違えるような走りを見せ、最後は「元SMAPの森且行」のファンの約3万人の女性ファンを中心とした爆音を打ち消す黄色い大声援に見守られてデビュー戦で勝利を飾った。
上記のように、広瀬の指導は厳しいものだった。しかし、森の時は年相応に人格が丸くなっていたとも言われる。過去に広瀬の門を叩いた選手は少なくない。しかし、広瀬の余りにも厳しい指導に音を上げてしまった選手が多く、広瀬の弟子と呼べる選手は余り多くはない。

## その後
2003年に引退した後は、解説者として積極的にテレビ出演を行った。元選手ゆえの的確な批評と予想、何より、タイヤやエンジンに関する話や昔の逸話などを披露した。また、2004年3月に川口で行われたSG第17回全日本選抜オートレースの初日には、既に使用されなくなって久しいトライアンフ、それも、かつて共に「川口四天王」と呼ばれた且元滋紀のかつての愛車「プリンス」号を駆って4周のデモ走行を行った。他にもトークショーを行うなど、引退してからも活躍は続いた。
なお、川口オートレース場のテーマソングぶっちぎりの青春のバックコーラスに広瀬が参加している。